# Przemysław Frankowski
Przemysław Adam Frankowski (Gdansk, 12 de abril de 1995) é um futebolista polonês que atua como meio-campista, ala ou lateral. Atualmente joga no Rennes, emprestado pelo Galatasaray, e na Seleção Polonesa.

## Carreira no clube

### Jagiellonia Białystok
Em 1º de agosto de 2014, Frankowski assinou um contrato de três anos com o Jagiellonia Białystok.
Frankowski fez sua estreia na Liga Europa da UEFA em 9 de julho de 2015, em uma vitória por 8-0 sobre o Kruoja Pakruojis sendo substituído aos 62 minutos. Ele marcou três gols marcando gols aos 64, 75 e 80 minutos.

### Chicago Fire
Em 22 de janeiro de 2019, Frankowski assinou com o Chicago Fire, equipe que disputa a Major League Soccer. Fez a sua estreia pelo Chicago Fire em uma derrota por 2–1 contra o LA Galaxy em 3 de março de 2019. Na semana seguinte, no dia 9 de março de 2019, deu a primeira assistência pelo clube ao cruzar para a área, o que levou C. J. Sapong a marcar um gol e empatar o jogo nos acréscimos. O primeiro gol de Frankowski para o Fire veio em 8 de maio de 2019, quando ele marcou o quinto gol aos 89 minutos na vitória por 5 a 0 sobre o New England Revolution.

### Lens
Em 5 de agosto de 2021, Frankowski assinou contrato com o Lens, clube da Ligue 1, por € 2,3 milhões.

## Carreira internacional
Frankowski fez sua estreia pela seleção da Polônia em um amistoso contra a Nigéria, na derrota por 1–0. Ele foi substituído aos 81 minutos. Em maio de 2018, ele foi nomeado para a seleção preliminar de 35 jogadores da Polônia para a Copa do Mundo de 2018 na Rússia. No entanto, ele não chegou aos 23 finalistas. Porém, em 10 de novembro de 2022 foi convocado para disputar a Copa do Mundo FIFA de 2022.

## Estatísticas
Placar e resultados listam a contagem de gols da Polônia primeiro.
| No. | Data                  | Local                               | Adversário         | Placar | Resultado | Competição                          |
| --- | --------------------- | ----------------------------------- | ------------------ | ------ | --------- | ----------------------------------- |
| 1   | 13 de outubro de 2019 | Estádio Nacional, Varsóvia, Polônia | Macedônia do Norte | 1–0    | 2–0       | Eliminatórias para a UEFA Euro 2020 |

## Títulos
Galatasaray
- Süper Lig: 2024–25
- Copa da Turquia: 2024–25